# Ludwik Gundlach
Ludwik Gundlach (ur. 29 kwietnia 1882 w Warszawie, zm. 19 stycznia 1941 w Łodzi) – lekarz, społecznik, działacz Polskiej Organizacji Wojskowej, major.

## Życiorys
Gundlach uczył się w gimnazjum w Żyrardowie, a następnie w rządowym Gimnazjum Męskim w Łodzi. W związku ze swoją działalnością patriotyczną, został nałożony na niego zakaz edukacji na terenie zaboru rosyjskiego. Przyczyniło się to do jego decyzji o podjęciu w studiów w Lipsku w 1904, a następnie w Getyndze, Monachium oraz Uniwersytecie Wrocławskim, w którym w 1910 ukończył studia medyczne, uzyskując stopień doktora medycyny. Dyplom nostryfikował w Kazaniu. W okresie studiów odbywał praktyki w szpitalu Anny Marii w Łodzi, w którym w latach 1910–1913 pełnił funkcję lekarza miejscowego. 
Na początku I wojny światowej zorganizował wydział sanitarno-szpitalny w ramach Komitetu Obywatelskiego, a także podjął pracę jako lekarz miejski. We wrześniu 1914 podjął się organizacji szpitala Czerwonego Krzyża, w którym leczeni byli rosyjscy lekarze. Gundlach kierował tą placówką do przejęcia jej przez okupantów niemieckich w sierpniu 1915. W 1916 został ordynatorem szpitala chorób zakaźnych oraz został wybrany przez Radę Miejską w Łodzi członkiem Wydziału Zdrowotności Magistratu miasta Łodzi.
W trakcie I wojny światowej wraz z żoną – Julią Gundlachową – organizował Polską Organizację Wojskową w Łodzi, a w latach 1917–1918 prowadził akcję odbijania legionistów z obozów internowania w Szczypiornie oraz Beniaminowie, wzywając ich na badania kontrolne do Łodzi. Po badaniach legioniści nie podejmowali się powrotu do obozów. Ponadto w mieszkaniu Gundlacha przy al. Kościuszki 24 pozostało połączenie telefoniczne, w związku z faktem, iż uprzednio w budynku znajdowało się wojskowe biuro niemieckie. Gundlach wykorzystując tę sytuację dzwonił do obozów internowania udając niemieckiego oficera i żądając zwolnienia osadzonych. Zabiegi te kończyły się powodzeniem, ze względu na dobrą znajomość języka niemieckiego Gundlacha, wynikającą z ukończonych studiów w języku niemieckim. Po I wojnie światowej Gundlach uczestniczył w wojnie polsko-bolszewickiej, kończąc służbę w wojskową w czerwcu 1921 w stopniu majora. W trakcie II wojny światowej był lekarzem ludności polskiej oraz działał w ramach ZWZ, współpracował również z pastorem Augustem Gerhardem na rzecz ratowania Żydów i przewiezienia ich do Szwajcarii. Był wówczas naciskany przez Niemców by podpisać volksklistę, czego się nie podjął, w konsekwencji został wyrzucony z własnego mieszkania. Zmarł na atak serca 19 stycznia 1941.

### Praktyka lekarska
Gundlach był od 1916 ordynatorem oddziału wewnętrznego Szpitala Anny Marii dla dzieci w Łodzi. Jego specjalizacją była pediatria oraz choroby weneryczne, posiadał też doświadczenie chirurgiczne, ale specjalizacji tej nie ukończył. W ramach działalności w szpitalu był bliskim współpracownikiem lekarza Tadeusza Mogilnickiego. Zarówno Gundlach, jak i Mogilnicki oferowali swoją dostępność w szpitalu w dniach i godzinach wolnych od pracy. Po I wojnie światowej Gundlach pracował m.in. jako lekarz szpitala dojeżdżający do pacjentów w Łodzi i okolicach. Zainicjował powstanie terapii sulfonamidami, w okresie deficytu tego typu leków w Polsce. W związku z prowadzeniem również prywatnej praktyki lekarskiej, leczył osoby również z wyższych warstw społecznych, w tym m.in. biskupa Wincentego Tymienieckiego, od którego za zasługi w leczeniu uzyskał tytuł honorowy. Gundlach organizował także akcję „Kropla Mleka” oraz był lekarzem Banku Polskiego.

### Życie prywatne
Gundlach był synem pastora Rudolfa Gundlacha oraz Wandy z domu Manitius. Ożenił się w 1914 z Julią z domu Nietz, pielęgniarką w szpitalu Anny Marii. Mieli dwoje dzieci – Hannę Wandę, zmarłą w dzieciństwie oraz Władysława Rudolfa Gundlacha (ur. 1921).